# Лавандейра (Португалія)
Лавандейра (порт. Lavandeira; МФА: [ɫɐ.vɐ̃.ˈdɐj.ɾɐ]) — парафія в Португалії, у муніципалітеті Карразеда-де-Ансіайнш. Розташована в північно-східній частині країни, на теренах історичної португальської провінції Трансмонтана. Входить до складу округу Браганса. За адміністративним поділом, чинним до 1976 року, терени парафії були складовою провінції Трансмонтана і Верхнє Дору. Належить до Брагансько-Мірандської діоцезії Католицької церкви. Патрон — Ісус Христос. Площа — 14,0088 км². Населення — 162 ос. (2011). Слабо урбанізований регіон. Густота населення — 11,56 осіб/км²
. Код — 040307.

## Населення
| Кількість мешканців | Кількість мешканців | Кількість мешканців | Кількість мешканців | Кількість мешканців | Кількість мешканців | Кількість мешканців | Кількість мешканців | Кількість мешканців | Кількість мешканців | Кількість мешканців | Кількість мешканців | Кількість мешканців | Кількість мешканців | Кількість мешканців |
| ------------------- | ------------------- | ------------------- | ------------------- | ------------------- | ------------------- | ------------------- | ------------------- | ------------------- | ------------------- | ------------------- | ------------------- | ------------------- | ------------------- | ------------------- |
| 1864                | 1878                | 1890                | 1900                | 1911                | 1920                | 1930                | 1940                | 1950                | 1960                | 1970                | 1981                | 1991                | 2001                | 2011                |
| 330                 | 382                 | 409                 | 400                 | 401                 | 352                 | 408                 | 437                 | 495                 | 504                 | 390                 | 436                 | 346                 | 184                 | 162                 |